# Michał III (prawosławny patriarcha Antiochii)
Michał III – prawosławny patriarcha Antiochii w latach 1401–1410.